# Robursport Volley Pesaro 2004-2005
Questa voce raccoglie le informazioni riguardanti il Robursport Volley Pesaro nelle competizioni ufficiali della stagione 2004-2005.

## Stagione
La stagione 2004-05 è per il Robursport Volley Pesaro, sponsorizzato dalla Scavolini, la seconda consecutiva in Serie A1: nonostante al termine della stagione precedente la squadra è retrocessa in Serie A2, acquista il titolo sportivo dall'Olimpia Teodora, rimanendo nel massimo campionato italiano. In panchina viene confermato Marcello Abbondanza, mentre la rosa viene rinforzata al palleggio con Lindsey Berg, in attacco con Sheilla de Castro e Simona Rinieri ed al centro con Jevhenija Duškevyč e Martina Guiggi; vengono cedute Aneta Germanova, Elena Butnaru e Anna Świderek.
Il campionato si apre con due sconfitte consecutive, mentre la prima vittoria arriva al termine della terza giornata contro la Pallavolo Reggio Emilia: a questa fanno seguito altri tre successi di fila, fino ad un nuovo stop contro la Pallavolo Chieri e la Pallavolo Sirio Perugia; il girone di andata si chiude con tre vittorie consecutive che spingono la squadra al quarto posto in classifica. Il girone di ritorno comincia nuovamente con due sconfitte, per poi proseguire con un periodo di alternanza fino a tre successi consecutivi: le ultime quattro gare vedono la squadra di Pesaro festeggiare due vincite ma anche due sconfitte; la regular season si chiude con la conferma del quarto posto in classifica e la qualificazione ai play-off scudetto. Nei quarti di finale la sfida è contro la Pallavolo Chieri, la quale vince tutte e tre le sfide della serie, eliminando il Robursport Volley Pesaro dalla corsa al titolo di campione d'Italia.
Tutte le squadre partecipanti alla Serie A1 2004-05, sono qualificate alla Coppa Italia; la formazione marchigiana vince il proprio raggruppamento nella fase a gironi, permettendo l'accesso agli ottavi di finale: nella fase successiva lo scontro è contro il Forlì che vince la gara di andata ma perde quella di ritorno ma nonostante tutto elimina il Robursport Volley Pesaro per aver vinto un maggior numero di set.

## Organigramma societario
Area direttiva
- Presidente: Giancarlo Sorbini

Area tecnica
- Allenatore: Marcello Abbondanza
- Allenatore in seconda: Ivan Bragagni
- Scout man: Riccardo Marchesi

Area sanitaria
- Medico: Alfredo Bressan
- Fisioterapista: Esmeralda Fetahu, Maurizio Radi

## Rosa
| N° | Nome               | Ruolo | Data di nascita   | Nazionalità sportiva |
| -- | ------------------ | ----- | ----------------- | -------------------- |
| 3  | Valeria Rosso      | C     | 24 ottobre 1981   | Italia               |
| 4  | Lindsey Berg       | P     | 16 luglio 1980    | Stati Uniti          |
| 6  | Sara Baldizzone    | P     | 28 gennaio 1979   | Italia               |
| 7  | Jevhenija Duškevyč | C     | 4 maggio 1979     | Ucraina              |
| 8  | Simona Rinieri     | S     | 1º settembre 1977 | Italia               |
| 9  | Nadia Centoni      | O     | 19 giugno 1981    | Italia               |
| 10 | Giorgiete Mengarda | S     | 5 giugno 1972     | Brasile              |
| 13 | Sheilla de Castro  | O     | 1º luglio 1983    | Brasile              |
| 14 | Martina Guiggi     | C     | 1º maggio 1984    | Italia               |
| 15 | Antonella Del Core | S     | 5 novembre 1980   | Italia               |
| 17 | Ramona Puerari     | L     | 7 aprile 1983     | Italia               |

## Mercato
| Acquisti | Acquisti           | Acquisti            | Acquisti   |
| R.       | Nome               | da                  | Modalità   |
| -------- | ------------------ | ------------------- | ---------- |
| P        | Sara Baldizzone    | Robur Tiboni Urbino | definitivo |
| P        | Lindsey Berg       | Stati Uniti         | definitivo |
| O        | Sheilla de Castro  | Minas               | definitivo |
| C        | Jevhenija Duškevyč | Dženestra           | definitivo |
| C        | Martina Guiggi     | Asystel             | definitivo |
| L        | Ramona Puerari     | Forlì               | definitivo |
| S        | Simona Rinieri     | RC Cannes           | definitivo |

| Cessioni | Cessioni          | Cessioni        | Cessioni   |
| R.       | Nome              | a               | Modalità   |
| -------- | ----------------- | --------------- | ---------- |
| C        | Elena Butnaru     | Las Palmas      | definitivo |
| C        | Elisa Cancellieri | Teodora Casadio | definitivo |
| L        | Giovanna Furiassi | ?               | definitivo |
| S        | Aneta Germanova   | Türk Telekom    | definitivo |
| S        | Jana Havlová      | Villebon        | definitivo |
| C        | Su Li Qun         | ?               | definitivo |
| P        | Enrica Rocca      | Altamura        | definitivo |
| P        | Anna Świderek     | Aragona         | definitivo |

## Risultati

### Serie A1

#### Girone di andata
| 1ª giornata - 10 ottobre 2004 PalaDalLago, Novara                   | Asystel            | 3 - 0 | Robursport Pesaro | 25-19, 25-19, 25-23        |
| 2ª giornata - 17 ottobre 2004 PalaDionigi, Sant'Angelo in Lizzola   | Robursport Pesaro  | 1 - 3 | Bergamo           | 17-25, 25-21, 20-25, 19-25 |
| 3ª giornata - 24 ottobre 2004 PalaBigi, Reggio nell'Emilia          | Reggio Emilia      | 1 - 3 | Robursport Pesaro | 25-20, 21-25, 14-25, 17-25 |
| 4ª giornata - 31 ottobre 2004 PalaDionigi, Sant'Angelo in Lizzola   | Robursport Pesaro  | 3 - 1 | Vicenza           | 25-18, 19-25, 25-20, 25-12 |
| 5ª giornata - 6 novembre 2004 PalaDionigi, Sant'Angelo in Lizzola   | Robursport Pesaro  | 3 - 0 | Forlì             | 25-22, 25-22, 25-19        |
| 6ª giornata - 14 novembre 2004 Palazzetto dello Sport, Bari Sardo   | Airone             | 0 - 3 | Robursport Pesaro | 19-25, 18-25, 20-25        |
| 7ª giornata - 21 novembre 2004 PalaMaddalene, Chieri                | Chieri             | 3 - 1 | Robursport Pesaro | 20-25, 25-21, 27-25, 25-18 |
| 8ª giornata - 4 dicembre 2004 PalaDionigi, Sant'Angelo in Lizzola   | Robursport Pesaro  | 1 - 3 | Sirio Perugia     | 13-25, 24-26, 25-22, 26-28 |
| 9ª giornata - 12 dicembre 2004 PalaTriccoli, Jesi                   | Giannino Pieralisi | 1 - 3 | Robursport Pesaro | 25-23, 23-25, 21-25, 23-25 |
| 10ª giornata - 19 dicembre 2004 PalaDionigi, Sant'Angelo in Lizzola | Robursport Pesaro  | 3 - 0 | Modena            | 25-22, 25-23, 25-19        |
| 11ª giornata - 22 dicembre 2004 PalaCooper, Santeramo in Colle      | Santeramo          | 0 - 3 | Robursport Pesaro | 21-25, 19-25, 18-25        |

#### Girone di ritorno
| 12ª giornata - 9 gennaio 2005 PalaDionigi, Sant'Angelo in Lizzola   | Robursport Pesaro | 0 - 3 | Asystel            | 21-25, 24-26, 25-27               |
| 13ª giornata - 15 gennaio 2005 PalaNorda, Bergamo                   | Bergamo           | 3 - 1 | Robursport Pesaro  | 23-25, 25-15, 25-17, 25-23        |
| 14ª giornata - 23 gennaio 2005 PalaDionigi, Sant'Angelo in Lizzola  | Robursport Pesaro | 3 - 1 | Reggio Emilia      | 25-19, 20-25, 25-17, 25-15        |
| 15ª giornata - 30 gennaio 2005 Palasport Città di Vicenza, Vicenza  | Vicenza           | 3 - 1 | Robursport Pesaro  | 21-25, 25-20, 25-17, 25-20        |
| 16ª giornata - 12 febbraio 2005 PalaGalassi, Forlì                  | Forlì             | 1 - 3 | Robursport Pesaro  | 22-25, 34-36, 25-17, 18-25        |
| 17ª giornata - 20 febbraio 2005 PalaDionigi, Sant'Angelo in Lizzola | Robursport Pesaro | 3 - 0 | Airone             | 25-17, 25-21, 25-18               |
| 18ª giornata - 27 febbraio 2005 PalaDionigi, Sant'Angelo in Lizzola | Robursport Pesaro | 3 - 0 | Chieri             | 25-20, 25-23, 25-19               |
| 19ª giornata - 2 marzo 2005 PalaEvangelisti, Perugia                | Sirio Perugia     | 3 - 2 | Robursport Pesaro  | 18-25, 25-19, 25-14, 18-25, 21-19 |
| 20ª giornata - 13 marzo 2005 PalaDionigi, Sant'Angelo in Lizzola    | Robursport Pesaro | 3 - 2 | Giannino Pieralisi | 17-25, 25-17, 25-19, 18-25, 15-13 |
| 21ª giornata - 20 marzo 2005 PalaPanini, Modena                     | Modena            | 0 - 3 | Robursport Pesaro  | 23-25, 9-25, 21-25                |
| 22ª giornata - 23 marzo 2005 PalaDionigi, Sant'Angelo in Lizzola    | Robursport Pesaro | 2 - 3 | Santeramo          | 25-12, 23-25, 25-22, 27-29, 10-15 |

#### Play-off scudetto
| Quarti di finale (gara 1) - 26 marzo 2005 PalaMaddalene, Chieri               | Chieri            | 3 - 0 | Robursport Pesaro | 25-22, 25-18, 25-22               |
| Quarti di finale (gara 2) - 30 marzo 2005 PalaDionigi, Sant'Angelo in Lizzola | Robursport Pesaro | 2 - 3 | Chieri            | 25-23, 29-27, 20-25, 22-25, 12-15 |
| Quarti di finale (gara 3) - 6 aprile 2005 PalaDionigi, Sant'Angelo in Lizzola | Robursport Pesaro | 0 - 3 | Chieri            | 20-25, 23-25, 20-25               |

### Coppa Italia

#### Fase a gironi
| 1ª giornata - 26 settembre 2004 PalaBigi, Reggio nell'Emilia      | Reggio Emilia     | 0 - 3 | Robursport Pesaro | 22-25, 13-25, 20-25               |
| 3ª giornata - 13 ottobre 2004 PalaDionigi, Sant'Angelo in Lizzola | Robursport Pesaro | 2 - 3 | Sirio Perugia     | 25-17, 22-25, 21-25, 25-21, 10-15 |
| 4ª giornata - 20 ottobre 2004 PalaDionigi, Sant'Angelo in Lizzola | Robursport Pesaro | 3 - 1 | Reggio Emilia     | 25-19, 23-25, 25-19, 25-22        |
| 6ª giornata - 3 novembre 2004 PalaEvangelisti, Perugia            | Sirio Perugia     | 0 - 3 | Robursport Pesaro | 14-25, 22-25, 17-25               |

#### Fase a eliminazione diretta
| Ottavi di finale (andata) - 10 novembre 2004 PalaGalassi, Forlì                   | Forlì             | 3 - 0 | Robursport Pesaro | 25-19, 25-20, 25-23        |
| Ottavi di finale (ritorno) - 17 novembre 2004 PalaDionigi, Sant'Angelo in Lizzola | Robursport Pesaro | 3 - 1 | Forlì             | 25-23, 25-22, 19-25, 25-12 |

## Statistiche

### Statistiche di squadra
| Competizione | Punti | In casa | In casa | In casa | In trasferta | In trasferta | In trasferta | Totale | Totale | Totale |
| Competizione | Punti | G       | V       | P       | G            | V            | P            | G      | V      | P      |
| ------------ | ----- | ------- | ------- | ------- | ------------ | ------------ | ------------ | ------ | ------ | ------ |
| Serie A1     | 40    | 13      | 7       | 6       | 12           | 6            | 6            | 25     | 13     | 12     |
| Coppa Italia | 10    | 3       | 2       | 1       | 3            | 2            | 1            | 6      | 4      | 2      |
| Totale       | -     | 16      | 9       | 7       | 15           | 8            | 7            | 31     | 17     | 14     |

G = partite giocate; V = partite vinte; P = partite perse

### Statistiche dei giocatori
| Giocatore     | Serie A1 | Serie A1 | Serie A1 | Serie A1 | Serie A1 | Coppa Italia | Coppa Italia | Coppa Italia | Coppa Italia | Coppa Italia | Totale | Totale | Totale | Totale | Totale |
| Giocatore     | P        | PT       | AV       | MV       | BV       | P            | PT           | AV           | MV           | BV           | P      | PT     | AV     | MV     | BV     |
| ------------- | -------- | -------- | -------- | -------- | -------- | ------------ | ------------ | ------------ | ------------ | ------------ | ------ | ------ | ------ | ------ | ------ |
| S. Baldizzone | 20       | 3        | 3        | 0        | 0        | 6            | 6            | 4            | 1            | 1            | 26     | 9      | 7      | 1      | 1      |
| L. Berg       | 25       | 41       | 19       | 6        | 16       | 6            | 5            | 3            | 0            | 2            | 31     | 46     | 22     | 6      | 18     |
| N. Centoni    | 24       | 179      | 144      | 20       | 15       | 5            | 78           | 65           | 6            | 7            | 29     | 257    | 209    | 26     | 22     |
| A. Del Core   | 23       | 250      | 197      | 32       | 21       | 6            | 55           | 45           | 6            | 4            | 29     | 305    | 242    | 38     | 25     |
| J. Duškevyč   | 25       | 218      | 157      | 48       | 13       | 5            | 46           | 29           | 13           | 4            | 30     | 264    | 186    | 61     | 17     |
| M. Guiggi     | 25       | 177      | 119      | 49       | 9        | 6            | 53           | 31           | 12           | 10           | 31     | 230    | 150    | 61     | 19     |
| G. Mengarda   | 14       | 18       | 15       | 2        | 1        | 4            | 8            | 5            | 2            | 1            | 18     | 26     | 20     | 4      | 2      |
| R. Puerari    | 25       | -        | -        | -        | -        | 6            | -            | -            | -            | -            | 31     | -      | -      | -      | -      |
| S. Rinieri    | 25       | 453      | 393      | 44       | 16       | 6            | 63           | 53           | 7            | 3            | 31     | 516    | 446    | 51     | 19     |
| V. Rosso      | 13       | 25       | 18       | 4        | 3        | 2            | 0            | 0            | 0            | 0            | 15     | 25     | 18     | 4      | 3      |
| S. de Castro  | 25       | 279      | 242      | 24       | 13       | 6            | 83           | 68           | 13           | 2            | 31     | 362    | 310    | 37     | 15     |

P = presenze; PT = punti totali; AV = attacchi vincenti; MV = muri vincenti; BV = battute vincenti